# 活性酸素

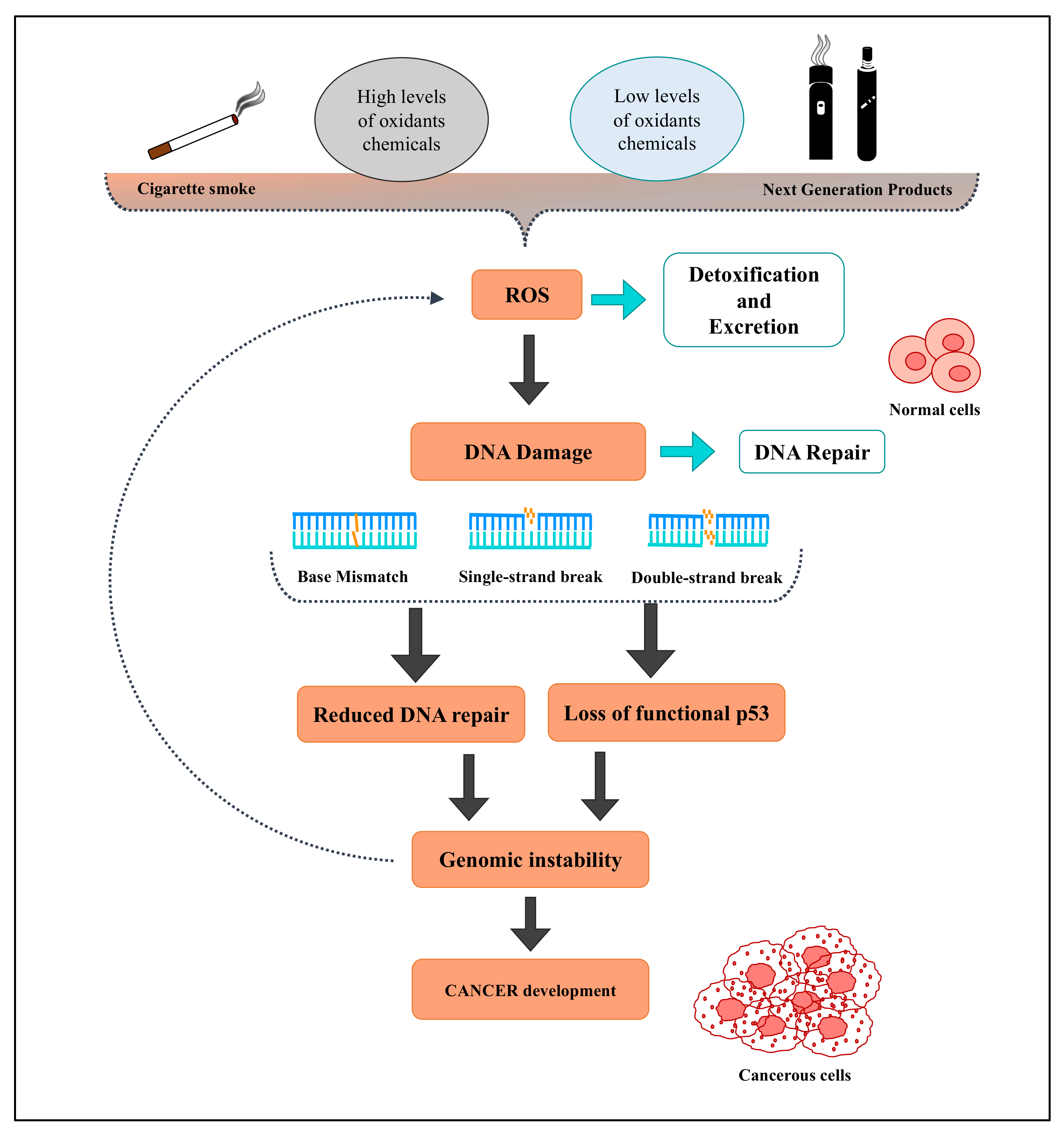

活性酸素（かっせいさんそ、英: Reactive Oxygen Species, ROS）とは、大気中に含まれる酸素分子が、より反応性の高い化合物に変化したものの総称である。一般的にスーパーオキシドアニオンラジカル（通称スーパーオキシドイオン）、ヒドロキシルラジカル、過酸化水素（ペルオキシドイオン）、一重項酸素の4種類とされる。
活性酸素は、酸素分子が不対電子を捕獲することによって、スーパーオキシド、過酸化水素、ヒドロキシルラジカル、という順に生成する。スーパーオキシドは酸素分子から生成される最初の還元体であり、他の活性酸素の前駆体であり、生体にとって重要な役割を持つ一酸化窒素と反応してその作用を消滅させる。活性酸素の中でもヒドロキシルラジカルは、極めて反応性が高いラジカルであり、活性酸素による多くの生体損傷は、ヒドロキシルラジカルによるものとされている。
過酸化水素の反応性はそれほど高くなく、生体温度では安定しているが、金属イオンや光により容易に分解して、ヒドロキシルラジカルを生成する。活性酸素は1 日に細胞あたり約10 億個発生し、これに対して生体の活性酸素消去能力（抗酸化機能）が働くものの活性酸素は細胞内のDNAを損傷し、平常の生活でもDNA 損傷の数は細胞あたり一日数万から数10 万個になるが、DNA 損傷はすぐに修復される（DNA修復）。

## 活性酸素の種類
活性酸素には、フリーラジカルとそうでないものがある。スーパーオキシドアニオンラジカルやヒドロキシルラジカルはフリーラジカルである。過酸化水素や一重項酸素はフリーラジカルではない。広義の活性酸素には一酸化窒素、二酸化窒素、オゾン、過酸化脂質を含む。
ラジカル (+)
スーパーオキシド {\displaystyle {\ce {O2^{\cdot -}}}}
ヒドロキシルラジカル {\displaystyle {\ce {OH^{\cdot }}}}
ヒドロペルオキシラジカル {\displaystyle {\ce {HOO^{\cdot }}}}
ペルオキシラジカル {\displaystyle {\ce {LOO^{\cdot }}}}
アルコキシラジカル {\displaystyle {\ce {LO^{\cdot }}}}
二酸化窒素 {\displaystyle {\ce {NO2}}}
一酸化窒素 {\displaystyle {\ce {NO}}}
チイル/ペルチイルラジカル {\displaystyle {\ce {RS^{\cdot }/RSS^{\cdot }}}}
1重項酸素 {\displaystyle {\ce {{}^1O2 \Sigma g+}}}
ラジカル (-)
過酸化水素 {\displaystyle {\ce {H2O2}}}
1重項酸素 {\displaystyle {\ce {{}^1O2 \Delta g+}}}
膜質ヒドロペルオキシド {\displaystyle {\ce {LOOH}}}
次亜塩素酸 {\displaystyle {\ce {HOCl}}}
オゾン {\displaystyle {\ce {O3}}}
ペルオキシ亜硝酸 {\displaystyle {\ce {ONOO-}}}

## 活性酸素と人体の関係
多くの好気性生物は、生命維持に必要なエネルギーを得るため、ミトコンドリアで絶えず酸素を消費している。これらの酸素の一部は、代謝過程において活性酸素と呼ばれる反応性が高い状態に変換されることがある。

呼吸鎖で活性酸素を生成するのは、主にミトコンドリア中の電子伝達系の複合体Ⅲにおける反応である。
- ユビキノール+2シトクロムc3++2H+in → ユビキノン+2シトクロムc2++4H+out

ユビキノン（Q）は複合体Ⅰ（NADH-CoQレダクターゼ）または複合体Ⅱ（コハク酸-CoQレダクターゼ）によって還元されてユビキノール（QH2）となる。QH2は引き続いて1電子酸化を行ってユビセミキノン（・Q-）へ、さらにもう1電子酸化を行って元の酸化状態のユビキノン（Q）に戻るが、このときの不安定な中間体であるユビセミキノン（・Q-）は酸素と直接に反応してスーパーオキサイドアニオン（O2-）を生成しやすい。この活性酸素発生率は摂取する酸素量の1-3%であると言われている。このため人体では1日100リットル以上の活性酸素が発生していると言われている。しかし、実際の発生率は0.1-0.2%であるとも言われている。
発生した活性酸素・フリーラジカルは、様々な物質に対して非特異的な化学反応をもたらし、細胞に損傷を与え得るために、その有害性が指摘されている。それを防ぐために各組織には抗酸化酵素と呼ばれる、活性酸素・フリーラジカルを消去あるいは除去する酵素が存在する。その抗酸化酵素として、カタラーゼやスーパーオキシドディスムターゼ、ペルオキシダーゼなど、活性酸素を無害化する酵素がある。
細胞内の酵素で分解しきれない余分な活性酸素は、癌や生活習慣病、老化など、さまざまな病気の原因であるといわれており、遺伝子操作によって、活性酸素を生じやすくした筋萎縮性側索硬化症のモデル動物も存在するが、因果関係がはっきりとしていないものも多い。なお、喫煙による活性酸素の増加が、細胞を傷つけ癌を増加させるのみでなく、ビタミンCの破壊を促進し、シミ（斑、肝斑）、くすみなどの原因となるメラニンを増加させてしまうことが知られている。
活性酸素は高い反応活性を持つため、外部から入り込んできた異物（微生物）を排除することが出来るのがわかってきた。これらを応用して病気の治療薬や新薬の開発が期待される。
白血球などの好中球やマクロファージが、体内の異物や毒物を認識し取り込み分解することは知られているが、この時に細菌などを分解するのに活性酸素が働いている。白血球（好中球）は、体内に細菌が侵入してくると捕獲（貪食）し、白血球はNAD(P)Hオキシダーゼを使ってNADH（NADPH）とH+と酸素を反応させて、過酸化水素を生成し、貪食されてもまだ増殖しようとする細菌を殺菌し、感染症から守る生体防御メカニズムを有する。
体内で取り込まれた酸素から発生する活性酸素以外に、外的な要因で発生する活性酸素もある。紫外線や放射線が細胞に照射されると、細胞内に活性酸素が発生するのが知られている。これを利用したものに、癌治療として放射線治療が有名である。
また活性酸素の呼ばれている物質の一部は、内因性に増殖の細胞内シグナルとして働く事が明らかになってきた。
このように、生体と活性酸素の関係の有害・有用の両側面においての研究が行われている。

## 抗酸化物質と酵素
| 抗酸化物質                   | 活性酸素種 | 活性酸素種 | 活性酸素種 | 活性酸素種 |
| 抗酸化物質                   | O2-        | H2O2       | ・OH       | 1O2        |
| ---------------------------- | ---------- | ---------- | ---------- | ---------- |
| スーパーオキシドジスムターゼ | Yes        | No         | No         | No         |
| グルタチオンペルオキシダーゼ | No         | Yes        | No         | No         |
| ペルオキシダーゼ             | No         | Yes        | No         | No         |
| カタラーゼ                   | No         | Yes        | No         | No         |
| アスコルビン酸 (V.C)         | Yes        | Yes        | No         | Yes        |
| システイン                   | No         | No         | Yes        | No         |
| グルタチオン                 | No         | No         | Yes        | No         |
| （リノール酸=>過酸化脂質）   | No         | No         | Yes        | No         |
| α-トコフェロール (V.E)       | No         | No         | Yes        | Yes        |
| α-カロテン                   | No         | No         | Yes        | No         |
| β-カロテン                   | No         | No         | Yes        | Yes        |
| フラボノイド                 | No         | No         | Yes        | No         |
| リボフラビン (B2)            | No         | No         | No         | Yes        |
| ビリルビン                   | Yes        | No         | No         | No         |
| 尿酸                         | No         | No         | Yes        | Yes        |

抗酸化物質にはビタミンC、ビタミンE、ベータ・カロチン、ビタミンA、グルタチオンなどがある。活性酸素を除去する酵素には上述のスーパーオキシドディスムターゼ、カタラーゼなどがある。
2010年、米国食品医薬品局（USDA）がかつて食材や健康食品の抗酸化能力の指標としてORACを含む数値を公開していたが、USDAは、食物に含まれる抗酸化物質の強さが体内の抗酸化作用に関連しているという証拠がないため、Selected Foods Release 2(2010)表の酸素ラジカル吸収能（ORAC）を示す表を2012年に削除した。
ビタミンEは、フリーラジカルを消失させることにより自らがビタミンEラジカルとなり、フリーラジカルによる脂質の連鎖的酸化を阻止する。発生したビタミンEラジカルは、ビタミンCなどの抗酸化物質によりビタミンEに再生される。キサンチンオキシダーゼは、キサンチン1分子から、尿酸とスーパーオキシド(O2-)をそれぞれ1分子生成する。キサンチンオキシダーゼ阻害剤（フェブキソスタット,トピロキソスタット）は、活性酸素種の生成を減少させる。